# Leptopelis christyi
Leptopelis christyi es una especie de anfibios de la familia Arthroleptidae.
Habita en Camerún, República Democrática del Congo, Gabón, Tanzania, Uganda y, posiblemente, Burundi, República Centroafricana, República del Congo, Kenia, Ruanda y Sudán.
Su hábitat natural incluye bosques tropicales o subtropicales húmedos a baja altitud, montanos tropicales o subtropicales, sabanas húmedas, ríos, pantanos, marismas de agua fresca, jardines rurales y zonas previamente boscosas muy degradadas.